# Rugvica
Rugvica è un comune della Croazia di 7 608 abitanti della Regione di Zagabria.